# Gilbert Bilezikian
 (mars 2019).
Gilbert Bilezikian (né à Paris le 26 juin 1927) est un théologien, écrivain, professeur et conférencier chrétien évangélique arméno-américain d'origine française.
Il est cofondateur, avec Bill Hybels (en), de l'Église communautaire de Willow Creek (Willow Creek Community Church) à South Barrington, dans l'Illinois. 

## Jeunesse
Il a été élevé à Paris, en France, par des parents réfugiés arméniens. Bilezikian a été enrôlé dans l'armée française où il a été médecin en Afrique du Nord pendant la guerre d'Algérie (1954-1962).
Il a étudié à la Nouvelle Université de Paris et a obtenu un baccalauréat ès lettres (BA), puis a étudié la théologie au Séminaire théologique Gordon-Conwell (en)et a obtenu un master. Il a également étudié la théologie à l'Université de Boston et a obtenu doctorat.
Il a également poursuivi un cursus post-doctoral de sept ans à la Sorbonne à Paris sous la direction du professeur Oscar Cullmann.
Il est d'abord arrivé aux États-Unis en 1947, puis de nouveau en 1961, où il a exercé pendant cinq ans les fonctions de pasteur de l'église communautaire de Loudonville près d'Albany, dans l'État de New York.
De retour à Paris pour sept ans, il a enseigné à l'Institut biblique européen (European Bible Institute) tout en servant, pendant une partie de cette période, comme ministre d'Éducation Chrétienne à l'Église américaine de Paris.

## Activités professionnelles
En 1972, il est devenu professeur au Wheaton College (Illinois).
En 1975, il a participé à la fondation de l'Église communautaire de Willow Creek à South Barrington, dans l'Illinois avec Bill Hybels (en) et Dave Holmbo . Bilezikian s’est engagé pour l'inclusion des femmes pasteures dans l’équipe de direction.
Bilezikian a interrompu son poste à Wheaton pour assumer pendant trois ans la présidence de l'Université Haigazian à Beyrouth, au Liban, et pour enseigner deux ans au Trinity College (en) de Deerfield (Illinois).
En 1992, il est devenu professeur émérite d'études bibliques émérites au Wheaton College, après avoir reçu le Prix du Professeur Principal de l'Année (Senior Teacher of the Year) en 1981 et de nouveau en 1992. Il est le seul professeur du Wheaton College à avoir reçu cette distinction deux fois en l'espace d'une décennie.
En 1988, il a participé à fonder l'organisation Chrétiens pour l'égalité biblique (en) (Christians for Biblical Equality) et a rédigé la déclaration « Hommes, Femmes et Égalité Biblique » ("Men, Women, and Biblical Equality"), qui expose les raisons bibliques de l'égalité ainsi que son application dans la communauté des croyants et dans la famille.
Les auteurs étaient Bilezikian, W. Ward Gasque, Stanley N. Gundry (en), Gretchen Gaebelein Hull, Catherine Clark Kroeger, Jo Anne Lyon (en) et Roger Nicole (en).
Il a été chercheur à l'Institut des Études Chrétiennes Avancées (Institute for Advanced Christian Studies).
En tant que théologien professionnel et expert en croissance ecclésiale, Bilezikian a souvent été appelé à diriger des séminaires et à donner des conférences aux États-Unis et à l'étranger.
Il a été un conférencier agréé pour les conférences des Staley Distinguished Scholar Lectures.

## Allégations d'abus sexuels
En janvier 2020, Bilezikian a été accusé par une membre de l'église de Willow Creek d’agression sexuelle à plusieurs reprises entre 1984 et 1988. Cette dernière a dénoncé ces abus à l’église en 2010, mais l’église a seulement restreint Bilezikian dans le service à l'église, tout en lui permettant de continuer à enseigner . En 2020, Bilezikian a nié ces accusations et a reproché à l’église de ne pas l’avoir défendu assez. En février 2020, son titre de professeur émérite d’études bibliques du Wheaton College a été retiré par le collège . En mai 2020, Bilezikian a intenté une action en diffamation contre l'église.

## Publications
Bilezikian est l'auteur de plusieurs ouvrages :
- Beyond Sex Roles: What the Bible Says about a Woman's Place in Church and Family (traduction : Au-delà des rôles sexuels: ce que dit la Bible sur la place de la femme dans l'église et la famille), 1985, 1re et 2e éditions; 2006 3e édition; Baker Academic
- Christianity 101 : Your Guide to Eight Basic Christian Beliefs (Christianisme 101 : Votre guide des huit croyances chrétiennes de base), 1993 Zondervan
- Community 101 (Communauté 101), 1993 Zondervan
- Community 101 : Reclaiming the Local Church as Community of Oneness (Communauté 101 : Reconquérir l'Église Locale en Communauté d'Unité)
- Comunidad Elemental: Reivindicando la iglesia locol como una comunidad unida (Élémentaire de la Communauté: Vindication de l'Église locale en tant que communauté unie), éd. Espagnol.
- From Despair to Hope (Du Désespoir à l'Espoir), 2012
- How I Changed My Mind about Women in Leadership (Comment j'ai changé d'avis au sujet des Femmes Dirigeantes), Zondervan 2010
- The Liberated Gospel: A Comparison of the Gospel of Mark and Greek Tragedy (L'Évangile libéré: Une Comparaison de l'Évangile de Marc et de la Tragédie Grecque), 1977 Baker; réimpression en 2010 Wipf and Stock